# Trávicí soustava člověka

Schéma trávicí soustavy člověka

Trávicí soustava člověka je orgánová soustava, která zajišťuje příjem potravy, mechanické a chemické zpracování potravy, vstřebání živin z potravy a vyloučení nestrávených či nestravitelných zbytků.
U člověka je trávicí soustava dlouhá téměř 8 metrů. Člení se a kroutí, různě se rozšiřuje a zužuje. Probíhá od ústního až k řitnímu otvoru a je tvořena dvěma typy orgánů. Zatímco orgány trávicí trubice tvoří především dostatečně velkou plochu k trávení a vstřebávání živin, druhý typ orgánů, žlázy (např. játra, slinivka břišní), vylučují enzymy a jiné látky sloužící k trávení.

Téměř všechny orgány trávicí trubice člověka mají podobné uspořádání stěny. Přestože se v některých charakteristikách mohou jednotlivé orgány lišit, zpravidla má trávicí trubice čtyři rozlišitelné vrstvy: sliznici, podslizniční vazivo, svalovinu a serózu.
Sliznice (mukóza) je vnitřní výstelka trávicí trubice. V určitých partiích trávicí trubice je hladká (např. v ústech), jinde drsná (střeva). Drsný povrch je v tenkém střevě způsoben výběžky sliznice, tzv. klky. Pokud jde o typ buněk, jsou sliznice od úst až po žaludek tvořeny dlaždicovým epitelem, zbytek tvoří válcovitý epitel.
Podslizniční vazivo je druhou vrstvou stěny trávicí trubice. Je tvořené velmi řídkou vazivovou tkání, která též obsahuje lymfatickou tkáň. Funkcí podslizničního vaziva je především bránit průniku škodlivin z trávicí dutiny do krevního oběhu.
Třetí vrstvou trávicí trubice je svalovina, a to převážně hladká svalovina. Výjimku tvoří jícen, hltan a část tračníku, jež obsahují příčně pruhované svalstvo (ovladatelné vůlí) a s tím související volní inervaci (nervy ovladatelné vůlí). Zpravidla se dá svalovina v trávicí trubici rozdělit na dvě části: vnitřní je kruhová svalovina, vnější je podélná svalovina.
Seróza (peritoneum) je čtvrtá a nejsvrchnější část trávicí trubice. Jedná se o hladkou lesklou blánu, která je v některých úsecích umocněna vazivem, tzv. adventicie.

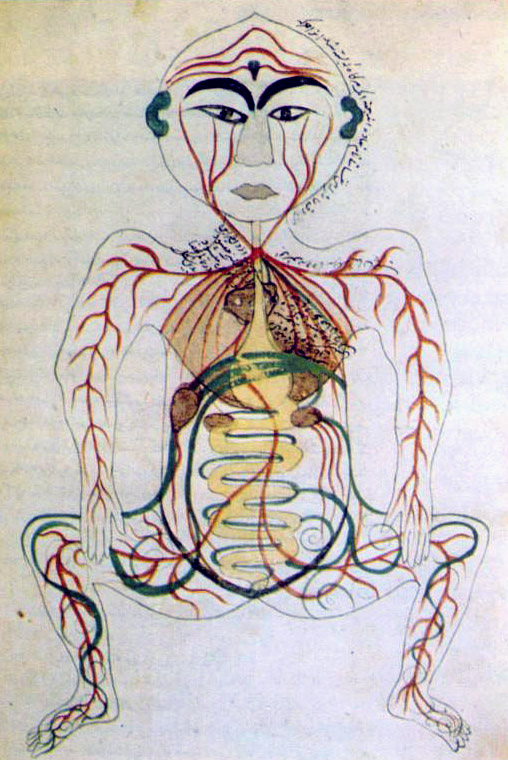
Perská ilustrace ze 17. století; lidské tělo se zdůrazněnou trávicí soustavou

## Dutina ústní
Dutina ústní (cavitas oris, cavum oris) je počátkem trávicí soustavy člověka. Je tvořena tvrdým a měkkým patrem, mandlemi patrovými, dásněmi, zuby a jazykem. Prostor mezi zuby, tvářemi a rty se označuje jako předsíň dutiny ústní. V drobných žlázkách dutiny ústní vznikají sliny, které dutinu neustále navlhčují.

### Zuby
Lidský chrup je tzv. heterodontní. To znamená, že zuby (dentes) jsou tvarově rozlišeny na řezáky (dentes incisivi), špičáky (dentes canini), třenové zuby (dd. praemolares) a stoličky (dd. molares). Počet zubů těchto typů se zapisuje jako zubní vzorec; zubní vzorec dospělého člověka je 2–1–2–3 (celkem 32 zubů), což znamená, že v pravé polovině horní čelisti má člověk 2 řezáky, 1 špičák, 2 zuby třenové a 3 stoličky. Mléčný chrup má zubní vzorec 2–1–0–2 (celkem 20 zubů).
Zuby zajišťují mechanické zpracování potravy.

### Jazyk
Jazyk (lingua) je orgán z příčně pruhované svaloviny nacházející se v dutině ústní. Na jeho povrchu jsou chemoreceptory zvané chuťové pohárky, díky kterým vnímáme chuť jídla. Chuťové buňky vnímají čtyři základní chutě: sladkou, slanou, kyselou a hořkou. Výsledná chuť jídla, kterou pak vnímáme, je jejich kombinací. Receptory převažují pro chuť sladkou na špičce, pro slanou na krajích, pro kyselou na krajích a na středu, pro hořkou uprostřed zadní části jazyka.[zdroj?]

### Slinné žlázy
Slinné žlázy (glandulae salivarie) jsou žlázy exokrinní, vylučují sliny. Sliny obsahují vodu, enzym ptyalin (slinná α-amylasa), který rozkládá škrob, a mucin (hlen, zajišťující spojení potravy a vazkost slin).
Dále čistí zuby a remineralizují sklovinu.
Tři velké párové slinné žlázy:
- příušní žláza (gl. parotis)
- podjazyková žláza (gl. sublingualis )
- podčelistní žláza (gl. submandibularis)

Kromě nich se v dutině ústní nacházejí další, menší nepárové žlázy, uložené v podslizničním vazivu:
- Ebnerovy žlázy (gll. gustatoriae)
- jazykové žlázy (gll. linguales)
- patrové žlázy (gll. palatinae)
- pyskové žlázy (gll. labiales)
- stoličkové žlázy (gll. molares)
- tvářové žlázy (gll. buccales)

## Trávicí trubice

### Hltan
Hltan (pharynx) je společná část dýchací a trávicí soustavy. Tvoří také přechod mezi výše umístěnou ústní dutinou a níže umístěným jícnem a hrtanem. Potrava by měla vždy procházet do hltanu – hrtanová příklopka se po každém polknutí zavře a zamezí soustu vstup do hrtanu. V opačném případě by vdechnutí sousta mohlo mít smrtelné následky.
Hltan má tyto části:
- nosohltan (nasopharynx)
- ústní část hltanu (oropharynx)
- hrtanová část (laryngopharynx)

### Jícen
Jícen (oesophagus) je přibližně 25–32 centimetrů dlouhá trubice, jejíž průměr je cca 2,5 centimetrů. Je tvořen hladkou svalovinou, která vyvolává rytmické pohyby (peristaltika), které posouvají potravu do žaludku.

### Žaludek
Žaludek (ventriculus, gaster, stomachos) je rozšířená část trávicí trubice o objemu 1 až 2 litry. Nachází se pod levou brániční klenbou. Probíhá v něm mechanické i chemické trávení.
Mechanické trávení zajišťují stahy žaludku; vzniká tzv. trávenina (chymus). Chemické trávení probíhá za účasti kyseliny chlorovodíkové a enzymů pepsinu, chymozinu a částečně i lipázy. Funkcí kyseliny chlorovodíkové je ničit bakterie, aktivovat pepsin a způsobit nabobtnání bílkovin (usnadnění jejich dalšího trávení). Koncentrace kyseliny chlorovodíkové v žaludku je asi 0,4 %. Chymozin sráží mléčnou bílkovinu, vyskytuje se především u kojenců. Lipáza slabě štěpí tuky na glycerol a mastné kyseliny.
Stěny žaludku jsou chráněny vrstvou hlenu (mucin); porušením vrstvy hlenu vznikají žaludeční vředy.
Žaludek se dělí na:
- česlo (kardie)
- dno (fundus)
- tělo (corpus)
- velké zakřivení (curvatura major)
- malé zakřivení (curvatura minor)
- vrátník (pylorus).

### Tenké střevo

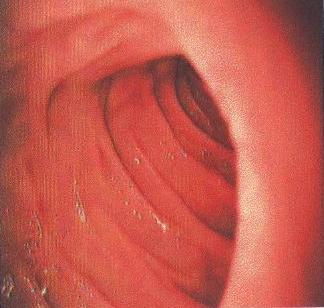
Lidský dvanáctník, část tenkého střeva

Tenké střevo (intestinum tenue) část trávicí trubice o průměru 3 centimetrů a délce až 3–6 metrů. Dochází zde ke konečnému natrávení potravy a vstřebání většiny živin. Jeho povrch je zvětšen (až na 300m2) pomocí klků, což jsou útvary vysoké kolem 1 mm, které vyčnívají do prostoru střeva.
Tenké střevo se dělí na:
- dvanáctník (duodenum) – dlouhý 25 cm
- lačník (jejunum)
- kyčelník (ileum).

V tenkém střevě probíhá chemické trávení pomocí tří různých šťáv: střevní šťávy, šťávy slinivky břišní a žluči. Střevní šťáva je produkována žlázkami tenkého střeva a obsahuje erepsin (rozklad bílkovin), lipázy (rozklad tuků), amylázu (rozklad cukrů). Šťáva slinivky břišní vzniká, jak název napovídá, ve slinivce břišní a do střeva ústí ve dvanácterníku a je složena z trypsinu (štěpí bílkoviny), lipázy a amylázy. Žluč vzniká v játrech, skladuje a zahušťuje se ve žlučníku a do tenkého střeva ústí ve dvanácterníku. Žluč obsahuje žlučová barviva (bilirubin, biliverdin) a soli žlučových kyselin, které zajišťují emulgaci tuků.

Stěna střeva

### Tlusté střevo
Tlusté střevo (intestinum crassum) slouží k zahušťování potravy (nikoliv k jejímu trávení), probíhá zde vstřebávání zbylé vody, solí a vitamínů. Nachází se v něm také bohaté bakteriální osídlení. Díky symbiotickým bakteriím zde probíhají kvasné a hnilobné procesy (vzniká methan, amoniak,…) a také některé vitamíny – K, B12. Tlusté střevo se plní 4 – 8 hodin po příjmu potravy a vyprazdňuje zhruba po 18 hodinách. Poslední částí tlustého střeva je řiť (lat. anus) se dvěma kruhovými svěrači. Řitním otvorem se při defekaci dostává z těla stolice. Stolici tvoří nestravitelné zbytky potravy, odloupané buňky epitelů, voda, anorganické látky, produkty rozkladu žlučových barviv (určují barvu stolice), odumřelé bakterie a jejich metabolity.
Tlusté střevo se dělí na:
- slepé střevo (caecum) a červovitý výběžek (appendix vermiformis)
- tračník
  - vzestupný tračník (colon ascendens)
  - příčný tračník (colon transversum)
  - sestupný tračník (colon descendens)
  - esovitá klička (colon sigmoideum)
- konečník (rectum).

## Žlázy trávicí soustavy
Mezi žlázy trávicí soustavy patří slinivka břišní a játra. Obě tyto žlázy mají kromě svého fungování v rámci trávicí soustavy další neméně významné funkce. Slinivka reguluje hladinu cukru v krvi a játra jsou životně důležitým orgánem.

### Slinivka břišní
Slinivka břišní (pancreas) je podlouhlý orgán délky 14–18 cm, uložený svou nejširší částí v ohbí dvanáctníku. Je to žláza s obojí sekrecí – vnější i vnitřní. Slinivka se skládá z lalůčků (tubulů) vyúsťujících trubičkami do hlavního vývodu; ten ústí do dvanáctníku. Lalůčky zajišťují vnější sekreci, tj. tvoří trávicí šťávu obsahující trypsin, amylázu, lipázu a anorganické soli. Vnitřní sekreci, tzn. produkci hormonů, které regulují hladinu cukru v krvi (inzulin, glukagon), zajišťují Langerhansovy ostrůvky. Langerhansovy ostrůvky zabírají 2–3 % hmotnosti slinivky.

### Játra
Játra (hepar) váží asi jako mozek, přibližně 1,5 kg. Jsou nejteplejším orgánem (40 °C až 41 °C) lidského těla díky množství metabolických procesů, které zde probíhají. Játra jsou uložena v pravém podžebří a skládají se ze dvou větších a dvou menších laloků. Tyto laloky jsou spojeny v jaterní stopce (brance), kudy do jater vstupují vrátnicová žíla a jaterní tepna a vystupuje jaterní žíla a žlučovod. Základní stavební a funkční jednotkou jater je jaterní lalůček.
Játra jsou zásobním orgánem a hlavním metabolickým centrem organismu. Dále plní funkci detoxikační, termoregulační, rozpadají se zde červené krvinky a vzniká zde žluč. Játra jsou tedy žlázou exokrinní (s vnější sekrecí). Jsou životně důležitým orgánem.
Žluč (fel = bilis = chole) je vazká kapalina žlutohnědé barvy. Denně se jí tvoří 0,8–1 l. Barvu podmiňuje žlučové barvivo (bilirubin a biliverdin), vznikající rozkladem krevního barviva. Hořkou chuť žluči působí sodné soli žlučových kyselin. Žluč neutralizuje kyselou tráveninu ze žaludku, emulguje tuky, a tak umožňuje jejich lepší vstřebávání, podporuje peristaltiku střeva, umožňuje vstřebávání vitaminů rozpustných v tucích, odvádí některé škodlivé látky a toxiny – např. bilirubin. Z jater je žlučovodem odváděna do žlučníku, kde se žluč skladuje a následně ústí do tenkého střeva (dvanácterníku).

## Průchod potravy trávicí soustavou
Pohyb potravy začíná rozžvýkáním potravy pomocí zubů a žvýkacích svalů (příčně pruhované svalstvo). Vytvořené sousto se polknutím vpraví do hltanu. Polknutí je pohyb, který člověk ovládá posunutím sousta do zadní části dutiny ústní. Reflexivní fáze procesu polykání už pokračuje samovolně, a to následovně: Hrtan se zvedne a hrtanová záklopka se uzavře, zabrání tím vpadnutí potravy při polykání do dýchacích cest (zastaví se dýchání), potrava vstupuje do hltanu a dále do jícnu. Z jícnu putuje peristaltickými pohyby (rytmické kontrakce a relaxace hladké svaloviny ve stěnách trávicí trubice) do žaludku. Pohyb potravy usnadňuje hlen, který vylučují některé buňky sliznice trávicí soustavy.
Doba pasáže potravy trávicím traktem je závislá na řadě faktorů a je individuálně proměnlivá. Polovina žaludečního obsahu je posunuta do tenkého střeva přibližně za 2,5 až 3 hodiny. Celý žaludeční obsah je vyprázdněn za 4 až 5 hodin. Tenké střevo následně opustí 50 % obsahu za 2,5 až 3 hodiny. Konečný průchod tlustým střevem trvá 30 až 40 hodin.

## Choroby trávicí soustavy člověka
Hughesova „rodinná a domácí encyklopedie“ uvádí:
Apendicitida
Zánět apendixu (červovitého přívěsku slepého střeva) způsobující náhlou bolest břicha a vyžadující odstranění apendixu.
Cirhóza
Vážné, často i smrtelné poškození jater. Je způsobeno vazivovými jizvami uvnitř jater, vzniklými následkem alkoholismu nebo hepatitidy (zánětu jater).
Dyzenterie
Krvavý průjem, způsobený těžkou střevní infekcí.
Gastroenteritida
Zánět žaludku a střeva s průjmem a zvracením.
Hepatitida
Zánět jater způsobený nejčastěji virovou infekcí nebo poruchou imunity (automunitní hepatitida)
Kolorektální karcinom
Jedno z nejčastějších nádorových onemocnění tlustého střeva
Průjem
Časté vyprazdňování velmi řídké stolice, většinou následkem otravy z jídla nebo požitím znečištěné vody.
Syndrom dráždivého tračníku
Nepravidelné záchvaty bolestí břicha, průjmu nebo zácpy bez známé příčiny.
Trávicí potíže
Nevolnost v oblasti žaludku, způsobená přijetím příliš velkého množství potravy nebo příliš rychlým přijímáním potravy.
Vředy
Bolestivá poškození sliznice trávicí trubice, hlavně žaludku, dvanáctníku a lačníku, způsobená natrávením kyselou žaludeční šťávou. Antibiotiky jsou léčeny v případě bakteriální etiopatogeneze; např. vřed dvanácterníku (ulcus bulbí duodenalis) je téměř ve 100 % vyvolán bakterií Helicobacter pylori.
Zácpa
Nepravidelné, často bolestivé vyprazdňování tvrdé stolice.
Zhoubná anémie
Druh anémie při níž je nedostatek červených krvinek, způsobený nedostatečným vstřebáváním vitamínu B12 ve střevě.
Žlučové kameny
Vznikají hromaděním cholesterolu a soli ve žlučníku. Dochází ke stahům hladké svaloviny, jež vedou k bolestivým křečím – kolice.
Dalšími jsou nemoci v dutině ústní, např. afty aj.